# Camblain-l'Abbé
Camblain-l'Abbé är en kommun i departementet Pas-de-Calais i regionen Hauts-de-France i norra Frankrike. Kommunen ligger i kantonen Aubigny-en-Artois som tillhör arrondissementet Arras. År 2022 hade Camblain-l'Abbé 681 invånare.

## Befolkningsutveckling
Antalet invånare i kommunen Camblain-l'Abbé
| Referens: INSEE |